# Баня (област Пазарджик)
Вижте пояснителната страница за други значения на Баня.
Баня е село в Южна България. То се намира в община Панагюрище, област Пазарджик.

## География
Село Баня е построено в планински район. То е разположено в Същинска Средна гора, в Бъто-Банската котловина. През селото тече Банска Луда Яна, която се влива в река Панагюрска Луда Яна. Съседни населени места са: гр. Панагюрище (общински център) на 11 км и село Бъта на 4 км (по течението на Банска Луда Яна). На югозапад от селото се намира връх Букова могила (974 м надм. вис.).

## История
Село Баня (Панагюрско) е с богата история. То съществува от времето на траките. Открита е гробница на тракийски владетел, изложба от която може да се види в кметството. Родно място е на вдъхновителя на въстаниците от Априлското въстание Поп Груйо Бански и неговите съратници Атанас Калоянов и Стоян Каролеев.
При избухването на Балканската война в 1912 година двама души от Баня са доброволци в Македоно-одринското опълчение.

## Инфраструктура
В селото има читалище, библиотека, детска градина и основно училище. С изключителната си природа, минералните извори, закрит и открит минерални басейни, хотел, ресторант и механа, село Баня предлага отлични условия за отдих и развлечения. Температурата на минералната вода е 38 - 42 °C, а дебитът ѝ – 20 л/сек.

## Население
Численост на населението според преброяванията през годините:
| \| Година на преброяване \| Численост \| \| --------------------- \| --------- \| \| 1934 \| 1842 \| \| 1946 \| 1710 \| \| 1956 \| 1668 \| \| 1965 \| 1448 \| \| 1975 \| 1402 \| \| 1985 \| 1245 \| \| 1992 \| 1171 \| \| 2001 \| 1005 \| \| 2011 \| 705 \| \| 2021 \| 620 \| |           |
| Година на преброяване | Численост |
| 1934 | 1842      |
| 1946 | 1710      |
| 1956 | 1668      |
| 1965 | 1448      |
| 1975 | 1402      |
| 1985 | 1245      |
| 1992 | 1171      |
| 2001 | 1005      |
| 2011 | 705       |
| 2021 | 620       |

### Етнически състав

#### Преброяване на населението през 2011 г.
Численост и дял на етническите групи според преброяването на населението през 2011 г.:
|                     | Численост | Дял (в %) |
| Общо                | 705       | 100.00    |
| Българи             | 687       | 97.44     |
| Турци               | –         | –         |
| Цигани              | –         | –         |
| Други               | –         | –         |
| Не се самоопределят | –         | –         |
| Неотговорили        | 18        | 2.55      |

## Религия
Населението е християнско – има две църкви и малък параклис със стари и красиви стенописи.

## Забележителности
В центъра е издигнат паметник на поп Груйо Бански. Отворена за посещения е неговата къща музей. По живописна пътека може да се посети местността Калето, където има останки от древноримска крепост. Там по време на османското владичество населението е намирало убежище. Сьщо така има и римски път по който все още се виждат павета. Характерни за землището на селото са стари дъбови и букови гори, рядко срещаният червен камък и стотиците декари с трайни овощни насаждения – вишна и синя слива.

## Редовни събития
- Възстановка „Заклятието на Оборищенци“ – РК „Традиция“ с. Баня – представя Ангел Вранчев
- Тодоровден
- Киноложка изложба с представяне на ловни породи кучета - съдия Митю Точев
- Света троица
- Плувно лято
- Екопътека Дуродан

- Кметството и Пощата на с. Баня
- Къща за гости (хотел)
- Капак от античен саркофаг (намира се в кметството)
- Иван Проданов – кмет на Баня (2011 г.)

## Личности
Родени в Баня
- Поп Грую Бански (1836-1908), участник в Априлското въстание, в IV Революционен окръг, войвода на чета и заклинател на участниците в Оборищенското събрание.
- Иван Груев (1922 – 2002), български лесовъд
- Стефан Амбарски, български революционер от ВМОРО, четник на Иван Наумов Алябака[6]